# Dalla Gola del Fiastrone al Monte Vettore
Dalla Gola del Fiastrone al Monte Vettore este o arie protejată (arie de protecție specială avifaunistică — SPA) din Italia întinsă pe o suprafață de 26.611 ha, integral pe uscat.

## Localizare
Centrul sitului Dalla Gola del Fiastrone al Monte Vettore este situat la coordonatele 42°51′44″N 13°13′03″E / 42.862102°N 13.217605°E.

## Înființare
Situl Dalla Gola del Fiastrone al Monte Vettore a fost declarat arie de protecție specială avifaunistică în martie 2003 pentru a proteja 2 specii de plante și 33 de specii de animale.

## Biodiversitate
Situată în ecoregiunea continentală, aria protejată conține 20 de habitate naturale: Izvoare petrifiante cu formare de travertin (Cratoneurion), Pajiști alpine și subalpine calcaroase, Păduri pe pante, grohotișuri și ravene de Tilio-Acerion, Râuri de munte și vegetația lor lemnoasă cu Salix elaeagnos, Peșteri inaccesibile publicului, Galerii de Salix alba și de Populus alba, Formațiuni ierboase bogate în specii de Nardus, dezvoltate pe substraturi silicioase în zone montane (și în zone submontane, în Europa continentală), Pajiști carstice calcaroase sau bazofile, de Alysso-Sedion albi, Pante stâncoase calcaroase cu vegetație casmofită, Păduri ilirice de stejar și carpen (Erythronio-Carpinion), Păduri de Quercus ilex și Quercus rotundifolia, Lande oro-mediteraneene cu formațiuni endemice de grozamă, Pajiști alpine și boreale, Păduri de stejar alb estice, Păduri de fag din Apenini cu Taxus și Ilex, Pajiști uscate seminaturale și facies de acoperire cu tufișuri pe substraturi calcaroase (Festuco-Brometalia) (* situri importante pentru orhidee), Grohotișuri calcaroase și de șisturi calcaroase de la nivelul montan până la nivelul alpin (Thlaspietea rotundifolii), Formațiuni de Juniperus communis pe lande sau pajiști calcaroase, Liziere de ierburi înalte hidrofile de câmpie și de nivel montan până la alpin, Pseudostepă cu ierburi și specii anuale de Thero-Brachypodietea.
La baza desemnării sitului se află mai multe specii protejate:
- plante (2): Adonis distorta, Himantoglossum adriaticum
- păsări (30): uliu porumbar (Accipiter gentilis), uliu păsărar (Accipiter nisus), fâsă-de-câmp (Anthus campestris), fâsă de pădure (Anthus spinoletta), acvilă de munte (Aquila chrysaetos), ciuf-de-pădure (Asio otus), cucuvea (Athene noctua), buha (Bubo bubo), șorecarul comun (Buteo buteo), ciocârlie-cu-degete-scurte (Calandrella brachydactyla), caprimulg (Caprimulgus europaeus), șerpar (Circaetus gallicus), erete vânăt (Circus cyaneus), erete cenușiu (Circus pygargus), cioară neagră (Corvus corone), presură de grădină (Emberiza hortulana), Eudromias morinellus, Falco biarmicus, șoim călător (Falco peregrinus), vânturel roșu (Falco tinnunculus), sfrâncioc roșiatic (Lanius collurio), sfrânciocul cu frunte neagră (Lanius minor), ciocârlie de pădure (Lullula arborea), mierlă de piatră (Monticola saxatilis), Perdix perdix italica, viespar (Pernis apivorus), Prunella collaris, Ptyonoprogne rupestris, Pyrrhocorax pyrrhocorax, fluturașul de stâncă (Tichodroma muraria)
- amfibieni (2): Salamandrina terdigitata, Triturus carnifex
- reptile (1): Vipera ursinii

Pe lângă speciile protejate, pe teritoriul sitului au mai fost identificate 5 specii de păsări.